# 비등방성 필터링

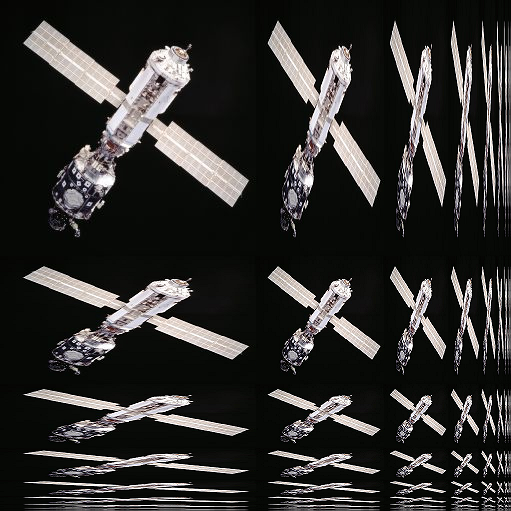

비등방성 필터링, 이방성 필터링, 애니소트로픽 필터링(anisotropic filtering, 간단히 AF)은 3차원 컴퓨터 그래픽스에서 빗각에 놓인 표면 위의 질감의 품질을 강화하는 방법이다.
이중선형 및 삼중선형 필터링과 같이, 비등방성 필터링은 에일리어싱 효과를 제거하지만 블러를 제거하고 매우 높은 시야각에서 자세한 부분을 보존함으로써 이러한 다른 기술들을 보완한다.
비등방성 압축은 상대적으로 부하가 큰 까닭에 1990년대 말에 들어서야 소비자 수준의 그래픽 카드의 표준 기능으로 등장하게 되었다. 이 기법은 현재 현대의 그래픽 하드웨어 및 그래픽 드라이버 소프트웨어에 일상적으로 쓰이며 사용자가 드라이버 설정이나 그래픽 프로그램, 비디오 게임을 통해 설정을 변경할 수 있다.

## 같이 보기
- 이중선형 필터링